# إيزابيل مارتينيز
إيزابيل مارتينيز (بالإسبانية: Isabel Martínez)‏ هي عداءة المسافات الطويلة إسبانية، ولدت في 28 ديسمبر 1972.

## وصلات خارجية
- إيزابيل مارتينيز على موقع الاتحاد الدولي لألعاب القوى (الإنجليزية)
- إيزابيل مارتينيز على موقع أوليمبيديا (الإنجليزية)